# واورلی (ایلینوی)
واورلی، ایلینوی (به انگلیسی: Waverly, Illinois) یک شهر در ایالات متحده آمریکا با جمعیت ۱٬۳۴۶ نفر است که در ایلی‌نوی واقع شده‌است.

## موقعیت جغرافیایی
موقعیت جغرافیایی شهرها و مناطق اطراف به شرح زیر است: